# Marik Vos-Lundh

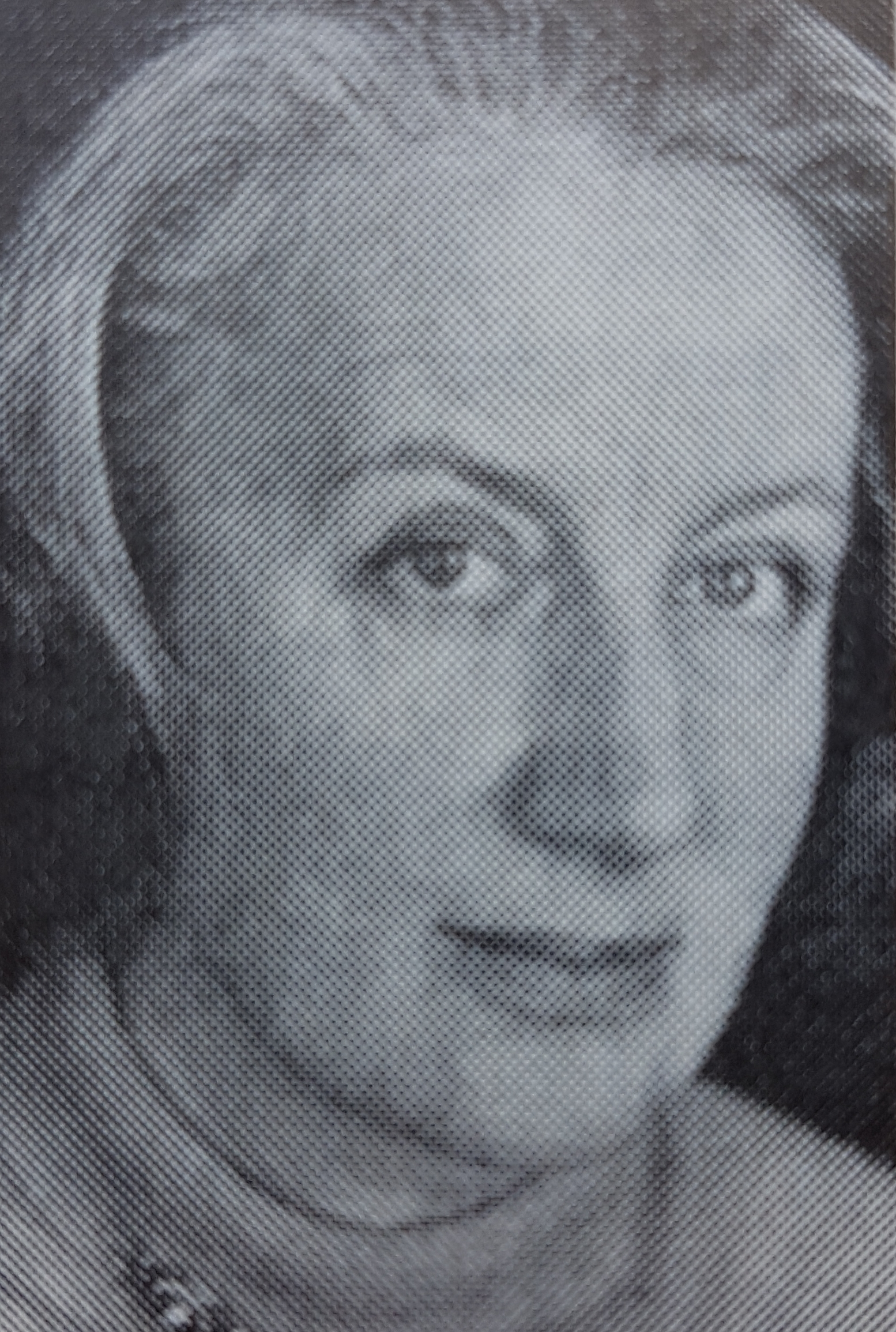
Marik Vos-Lundh, imagem de retrato fotografada de Allhems Svenskt konstnärslexikon.

Marik Vos-Lundh (Leningrado, 3 de junho de 1923 - 13 de julho de 1994) foi uma figurinista sueca.
Premiada com o Óscar em 1984 por seu figurino em Fanny och Alexander de Ingmar Bergman, seria também indicada por outros trabalhos com o mesmo diretor em Jungfrukällan e Viskningar och rop. 

## Filmografia
- 1982 - Fanny e Alexander
- 1972 - Viskningar och rop
- 1968 - Vargtimmen
- 1963 - O Silêncio
- 1962 - Nils Holgerssons underbara resa
- 1960 - Jungfrukällan